# Салдус (район)
Салдус (на латвийски: Saldus rajons) е район в западна Латвия. Административен център е град Салдус. Населението на района е 38 176 души, а територията е 2182 km2. Районът граничи със Кулдига на запад, Лиепая на югозапад, Добеле на изток, Литва на юг и с Тукумс на север. Районът се състои от 2 града: Салдус и Броцени; и 16 епархии.

## Населени места
| - Броцени - Вадакстес - Езерес - Гайкю - Заняс - Зирню - Звардес - Курсиши - Литриню |  | - Ниграндес - Новадниеки - Пампалю - Рубас - Салдус (град) - Салдус (епархия) - Шкедес - Яунауцес - Яунлутриню |